# Epilampra amoena
Epilampra amoena är en kackerlacksart som beskrevs av Rocha e Silva 1965. Epilampra amoena ingår i släktet Epilampra och familjen jättekackerlackor. Inga underarter finns listade i Catalogue of Life.